# Artpop
Artpop (stiliserat som ARTPOP) är den amerikanska sångerskan Lady Gagas tredje studioalbum. Det gavs ut den 8 november 2013. Det huvudsakliga temat för skivan är konst, berömmelse och media. 
Musiken innehåller flera kulturella och historiska referenser, till bland annat grekisk mytologi och generellpopkultur. På albumet figurer även konst och förmågan att skapa konst. Albumet har även givits ut i samarbete med flera framstående konstnärer, bland annat Jeff Koons som formgav omslaget till skivan.
Applause gavs den 12 augusti 2013 ut som den ledande singeln från albumet. Singeln skulle egentligen ha givits ut den 18 augusti 2013 men detta blev framflyttad då stora delar av låten hade läckt ut på sociala medier.  Från albumet har även singlar som Do What U Want och G.U.Y. givits ut.
Albumet blev en kommersiell succé, men en underprestation på de internationella topplistorna i förhållande till Lady Gagas föregående album. Albumet har sålt i över 2 miljoner exemplar världen över. 

## Spårlista
| Nr           | Titel                                              | Låtskrivare                                                                        | Längd |
| ------------ | -------------------------------------------------- | ---------------------------------------------------------------------------------- | ----- |
| 1.           | Aura                                               | Lady Gaga, Anton Zaslavski, Amit Duvdevani, Erez Eisen                             | 3:55  |
| 2.           | Venus                                              | Gaga, Paul "DJ White Shadow" Blair, Hugo Leclercq, Dino Zisis, Nick Monson, Sun Ra | 3:53  |
| 3.           | G.U.Y.                                             | Gaga, Zaslavski                                                                    | 3:52  |
| 4.           | Sexxx Dreams                                       | Gaga, Blair, Martin Bresso, William Grigahcine                                     | 3:34  |
| 5.           | Jewels N' Drugs (feat. T.I., Too Short och Twista) | Gaga, Blair, Monson, Zisis, Too Short, Twista, Clifford Harris, Jr.                | 3:48  |
| 6.           | MANiCURE                                           | Gaga, Blair, Zisis, Monson                                                         | 3:19  |
| 7.           | Do What U Want (feat. R. Kelly)                    | Gaga, Blair, Bresso, Grigahcine, Kelly                                             | 3:47  |
| 8.           | ARTPOP                                             | Gaga, Blair, Zisis, Monson                                                         | 4:07  |
| 9.           | Swine                                              | Gaga, Blair, Zisis, Monson                                                         | 4:28  |
| 10.          | Donatella                                          | Gaga, Zaslavski                                                                    | 4:24  |
| 11.          | Fashion!                                           | Gaga, Giorgio Tuinfort, William Adams, David Guetta, Blair                         | 3:59  |
| 12.          | Mary Jane Holland                                  | Gaga, Leclercq                                                                     | 4:37  |
| 13.          | Dope                                               | Gaga, Blair, Monson, Zisis                                                         | 3:41  |
| 14.          | Gypsy                                              | Gaga, RedOne, Leclercq, Blair                                                      | 4:08  |
| 15.          | Applause                                           | Gaga, Blair, Zisis, Monson, Bresso, Nicolas Mercier, Julien Arias, Grigahcine      | 3:32  |
| Total längd: | Total längd:                                       | Total längd:                                                                       | 59:04 |

| 16. | Applause (DJ White Shadow Electrotech Remix) | Lady Gaga, Blair, Zisis, Monson, Bresso, Nicolas Mercier, Julien Arias, Grigahcine | 5:49 |
| 17. | Applause (Viceroy Remix)                     | Lady Gaga, Blair, Zisis, Monson, Bresso, Nicolas Mercier, Julien Arias, Grigahcine | 4:27 |